# Trabajos de mierda
Trabajos de mierda: una teoría (originalmente en inglés: Bullshit Jobs: A Theory) es un libro del año 2018 escrito por el antropólogo estadounidense David Graeber que postula la existencia de trabajos sin propósito y analiza su daño a la sociedad. Graeber sostiene que más de la mitad del trabajo social no tiene propósito y se vuelve psicológicamente destructivo cuando se combina con una ética laboral que asocia el trabajo con la autoestima. Graeber describe cinco tipos de trabajos sin sentido en los que los trabajadores fingen que su función no es tan inútil o dañina como saben que es. Sostiene además que la asociación del trabajo con el sufrimiento virtuoso es reciente en la historia de la humanidad, y propone los sindicatos y la renta básica universal como solución potencial.
El libro es una extensión de un ensayo popular que Graeber publicó en 2013, que luego fue traducido a 12 idiomas, y cuya premisa subyacente se convirtió en el tema de una encuesta de YouGov. Posteriormente, Graeber solicitó cientos de testimonios de personas con trabajos sin sentido y revisó su caso en un libro que fue publicado por Simon & Schuster en mayo de 2018.

## Resumen
En Trabajos de mierda, el antropólogo estadounidense David Graeber plantea que los beneficios de la productividad de la automatización no han conducido a una semana laboral de 15 horas, como predijo el economista John Maynard Keynes en 1930, sino a "trabajos de mierda": "una forma de empleo remunerado que es tan completamente inútil, innecesaria o perniciosa que ni siquiera el empleado puede justificar su existencia aunque, como parte de las condiciones de empleo, se sienta obligado a fingir que no es así". Si bien estos trabajos pueden ofrecer una buena remuneración y amplio tiempo libre, Graeber sostiene que la inutilidad del trabajo roza su humanidad y crea una "profunda violencia psicológica".
El autor sostiene que más de la mitad de trabajo social carece de sentido, a grandes rasgos describe cinco tipos de trabajos sin sentido:
1. Lacayos (flunkies), aquellos que sirven para que sus superiores se sientan importantes, por ejemplo, recepcionistas, auxiliares administrativos o porteros.
2. Matones (goons), aquellos que actúan para perjudicar o engañar a otros en nombre de su empleador, por ejemplo, grupos de presión, abogados corporativos, especialistas en relaciones públicas o community managers.
3. Arreglalotodos (duct tapers), aquellos que solucionan temporalmente problemas que podrían arreglarse permanentemente, por ejemplo, los programadores que reparan código inflado o el personal de recepción de las aerolíneas que calma a los pasajeros cuyas maletas no llegan.
4. Burócratas (box tickers), aquellos que crean la apariencia de que se está haciendo algo útil cuando no es así, por ejemplo, los administradores de encuestas, los periodistas de revistas internas, los responsables de cumplimiento de las empresas o los gestores de servicios de calidad.
5. Capataces (taskmasters), aquellos que gestionan -o crean trabajo extra- a quienes no lo necesitan, por ejemplo, los mandos intermedios o los profesionales de dirección.[1][2]

Graeber argumenta que estos empleos se encuentran en gran medida en el sector privado, a pesar de la idea de que la competencia del mercado erradicaría tales ineficiencias. En las empresas, llega a la conclusión de que el aumento de los empleos en el sector de los servicios se debe menos a la necesidad económica que al "feudalismo empresarial", en el que los empleadores necesitan a sus subordinados para sentirse importantes y mantener un estatus y un poder competitivos. En la sociedad, atribuye a la ética del trabajo puritana-capitalista el haber convertido el trabajo del capitalismo en un deber religioso: que los trabajadores no obtuvieran avances en la productividad como una reducción de la jornada laboral porque, como norma social, creen que el trabajo determina su autoestima, incluso cuando consideran que ese trabajo no tiene sentido. Graeber describe este ciclo como una "profunda violencia psicológica" y "una cicatriz en nuestra alma colectiva". Graeber sugiere que uno de los retos a la hora de afrontar nuestros sentimientos sobre los trabajos inútiles es la falta de un guion de comportamiento, de la misma manera que la gente no sabe cómo sentirse si es objeto de un amor no correspondido. A su vez, en lugar de corregir este sistema, escribe Graeber, los individuos atacan a aquellos cuyos trabajos son innatamente satisfactorios.
Graeber sostiene que el trabajo como fuente de virtud es una idea reciente, que el trabajo fue despreciado por la aristocracia en la época clásica, pero invertido como virtuoso por filósofos entonces radicales como John Locke. La idea puritana de la virtud a través del sufrimiento justificaba el trabajo de las clases trabajadoras como algo noble. Y así, continúa Graeber, los trabajos de mierda justifican los modelos de vida contemporáneos: que los dolores del trabajo aburrido son una justificación adecuada para la capacidad de satisfacer los deseos del consumidor y que satisfacer esos deseos es, de hecho, la recompensa del sufrimiento a través del trabajo inútil. En consecuencia, a lo largo del tiempo, la prosperidad extraída de los avances tecnológicos se ha reinvertido en la industria y en el crecimiento del consumo por sí mismo, en lugar de en la compra de tiempo libre adicional del trabajo. Los trabajos de mierda también sirven a fines políticos, en los que los partidos políticos se preocupan más por tener puestos de trabajo que por que éstos sean satisfactorios. Además, sostiene, las poblaciones ocupadas con el trabajo de mierda tienen menos tiempo para rebelarse.
Como solución potencial, Graeber sugiere una renta básica universal, una prestación vital pagada a todos, sin calificación, que permitiría a la gente trabajar a su antojo. El autor atribuye a un ciclo de trabajo humano natural, de atiborrarse y holgazanear, la forma más productiva de trabajar, ya que los agricultores, los pescadores, los guerreros y los novelistas varían el rigor del trabajo en función de la necesidad de productividad, y no de las horas de trabajo estándar, que pueden parecer arbitrarias si se comparan con los ciclos de productividad. Graeber sostiene que el tiempo que no se dedica a un trabajo inútil podría emplearse en actividades creativas.

## Publicación

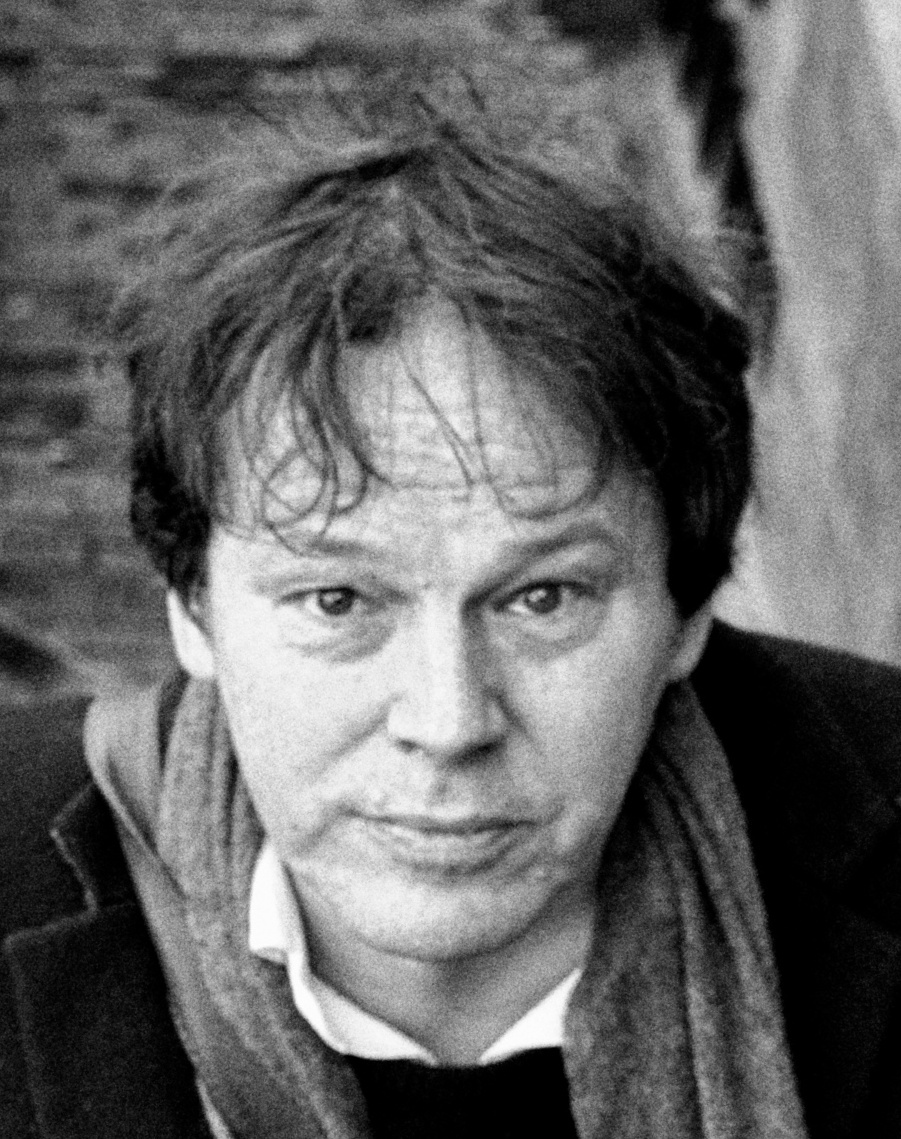
El autor en 2015

En 2013, Graeber publicó un ensayo en la revista Strike, Sobre el fenómeno de los trabajos de mierda (originalmente: On the Phenomenon of Bullshit Jobs), en el que argumentaba la inutilidad de muchos trabajos contemporáneos, especialmente los de los campos de las finanzas, el derecho, los recursos humanos, las relaciones públicas y la consultoría. Su popularidad, con más de un millón de visitas, colapsó el sitio web de su editor, la revista radical Strike. El ensayo se tradujo posteriormente a 12 idiomas.
YouGov realizó una encuesta relacionada, en la que el 37% de los británicos encuestados pensaba que su trabajo no contribuía "significativamente" al mundo.
Posteriormente, Graeber solicitó cientos de testimonios de trabajos de mierda y revisó su caso en el libro Trabajos de mierda: una teoría (originalmente: Bullshit Jobs: A Theory).
El libro se ha traducido a francés, alemán, italiano, español, polaco y chino.

## Recepción
Una reseña en The Times elogia el rigor académico y el humor del libro, especialmente en algunos ejemplos de trabajo, pero en conjunto consideró que el argumento de Graeber era "agradablemente exagerado". El crítico encontró convincente el argumento histórico de Graeber sobre la ética del trabajo, pero ofreció contraargumentos sobre otros puntos: que la semana laboral británica media ha disminuido en el último siglo, que el argumento de Graeber sobre la proporción global de trabajo sin sentido depende en exceso de la encuesta de YouGov, y que la misma encuesta no sostiene que "la mayoría de la gente odie su trabajo". El crítico sostiene que si bien el "feudalismo gerencial" puede explicar la existencia de los lacayos, los otros tipos de trabajos inútiles de Graeber deben su existencia a la competencia, a la regulación gubernamental, a las largas cadenas de suministro y al debilitamiento de las empresas ineficientes, los mismos ingredientes responsables de lujos del capitalismo avanzado como los teléfonos inteligentes y los productos durante todo el año.
Un artículo de Philosophy Now señalaba la definición inicial de "mierda" en filosofía. En su artículo de 1986, el filósofo de la Universidad de Princeton, Harry Frankfurt, convirtió la palabra "mierda" en un término filosófico oficial al definir la "mierda" como la tergiversación engañosa de la realidad que sigue siendo diferente de la mentira porque, al contrario que el mentiroso, el "mierdoso" no intenta engañar (p. 6-7). En esta línea, los administradores neoliberales intentan establecer una cultura del trabajo que no es falsa, sino, simplemente, fingida.
Un estudio de 2021 comprobó empíricamente las afirmaciones de Graeber, encontrando una proporción baja y decreciente de empleados que consideran que su trabajo es "raramente" o "nunca" útil en una encuesta genérica sobre las condiciones de trabajo.